# Шешир Миливоја Живановића
Шешир Миливоја Живановића је награда за победника на смотри најбољих аматерских позоришта Србије која се одржава у Пожаревцу.
Сваке вечери током трајања фестивала жири додељује по једну специјалну награду (за сликовито представљање лика) и једну главну награду – реплику Миливојевог штапа са гравираном плочицом и укориченим знамењем као уверењем о награди. Из круга сваковечерњих добитника штапа жири на крају фестивала бира и свеукупног победника. Тог победника, најбољег међу најбољима, дарује и Миливојевим шеширом са угравираном плочицом и укориченим знамењем, те тако тај глумац комплетира награду.

## Добитници
- 2005. — Сандра Данчетовић, глумица Драмског студија Дома омладине из Крагујевца[1]
- 2006. — Ивана Вуковић, глумица Драмског студија Дома омладине из Крагујевца
- 2007. — Миле Маринковић, глумац аматерског позоришта „Миливоје Живановић“ из Пожаревца.[2]
- 2008. — Нина Јошовић, глумица Драмског студија Дома омладине из Крагујевца.[3]
- 2009. — Миљан Војиновић, глумац Аматерског позоришта из Батајнице[4]
- 2010. — Бранислав Унгиновић, глумац позоришта Мирослав Антић из Сенте, за улогу у представи „Лепе очи, ружне слике“.[5]
- 2011. — Срђан Живковић из позоришта „Хранислав Драгутиновић“ из Прокупља.[6]
- 2012. — Александар Тадић са Уба.
- 2013. — Гордана Лучић-Калембер из Ваљева.
- 2014. — Предраг Лошић из Милановчког позоришта из Горњег Милановца.
- 2015. — Марија Николић из Београда.
- 2016. — Андреј Пиповић из Београда.
- 2017. — Драшко Обреновић из Горњег Милановца.
- 2018. — Валентино Ољача из Пожаревца.
- 2019. — Бранко Кнежевић из Градског позоришта са Уба.
- 2020. — Марија Дебељаковић Стефановић из Градског позоришта у Јагодини.
- 2021. — Бојана Урошевић из Градског позоришта Нова Пазова.
- 2022. — Воја Раонић из Градског позоришта са Уба.
- 2023. — Душан Јовић из Трстеника.